# Lijst van grietmannen van Opsterland
Dit is een lijst van grietmannen van de voormalige Nederlandse grietenij Opsterland in de provincie Friesland tot de invoering van de gemeentewet in 1851.
| Ambtsperiode         | Naam grietman                                  | Leven                               | Bijzonderheden |
| -------------------- | ---------------------------------------------- | ----------------------------------- | --- |
| (1438)               | Jorerd Azijnga                                 |                                     | |
| (1471)               | Focke Eesckes                                  |                                     | |
| (1501, 1517)         | Sywart Sappensz                                |                                     | |
| (1518)               | Sjoerd Feickes                                 |                                     | |
| (1524)               | Jan Bruin                                      |                                     | |
| (1526, 1540)         | Sieurt Sappis (-voor maart 1543)               |                                     | Waarschijnlijk dezelfde als in 1501 en 1517 |
| (1545)- na juni 1576 | Focke Teyens                                   |                                     | |
| (1575)               | Reiner Idzes                                   |                                     | Waarnemend grietman |
| (1579) - 1614?       | Hepcko Fockens                                 |                                     | Zoon van Focke Teyens |
| 1614 - 1623          | Martinus Fockens                               | 1538-1601                           | Zoon van voorgaande. Schoonzoon van Feicke Tetmans, grietman van Utingeradeel. |
| 1623 - 1650          | Saco Fockens                                   | 1599-1652                           | Zoon van voorgaande |
| 1650 - 1692          | Martinus Fockens                               | 1633-1692                           | Zoon van voorgaande. Zwager van Livius van Scheltinga, grietman van Achtkarspelen. |
| 1693 - 1718          | Augustinus (Aucke) Lycklama à Nijeholt         | 1670-1744                           | Zoon van Lubbert Lycklama à Nijeholt, grietman van Ooststellingwerf. Eerst schoonzoon van Hector van Glinstra, grietman van Tietjerksteradeel, en later van Tinco van Andringa, grietman van Lemsterland. |
| 1718 - 1773          | Livius Suffridus Lycklama à Nijeholt           | 1695-1773                           | Zoon van voorgaande |
| 1773 - 1781          | Daniël de Blocq Lycklama à Nijeholt            | 1702-1781                           | Broer van voorgaande. Eerder was hij grietman van Ooststellingwerf. |
| 1781 - 1795          | Reinhard van Lynden                            | 1742-1819                           | In 1814 werd hij erkend als baron. Schoonzoon van Binnert Philip Aebinga van Humalda, grietman van Hennaarderadeel.                                                                                       |
| 1795 - 1816          |                                                | Geen grietman wegens de Franse tijd | |
| 1816 - 1828          | mr. Frans Godard Ayzo Boelens baron van Lynden | 1781-1828                           | Zoon van Reinhard van Lynden |
| 1831 - 1834          | Ambrosius Ayzo van Boelens                     | 1766-1834                           | |
| 1835 - 1851          | Saco van Teyens                                | 1797-1857                           | Hij werd vervolgens de eerste burgemeester van Opsterland. |